# Heinz Kluss
Heinz Kluss (* 3. Juli 1934 in Großgiesmannsdorf, Oberschlesien; † 17. Januar 2019 in Bonn) war ein deutscher Offizier im Generalstabsdienst der Luftwaffe der Bundeswehr, Angehöriger des Militärischen Abschirmdienstes (MAD), Publizist und Politiker (SPD).

## Leben
Der aus Oberschlesien stammende Arbeitersohn Kluss trat 1957 in die Luftwaffe ein. Auf dem zweiten Bildungsweg kam er in die Offizierslaufbahn. In Kanada absolvierte er seine fliegerische Ausbildung. Später nahm er verschiedene Funktionen in der Luftverteidigung wahr. Auch im NATO-Hauptquartier in Brüssel war er eingesetzt.
Von 1977 bis 1985 war er im Militärischen Abschirmdienst tätig, zuletzt als Kommandeur der MAD-Gruppe 3 in Düsseldorf.
Am 29. August 1983 publizierte er anlässlich der Blockaden von Kasernen durch Friedensaktivisten in der Rubrik „Gegenwart“ FAZ den Artikel Wenn das Einsperren zum Volkssport wird mit einem Appell an Heinrich Böll, diese Aktionen nicht zu unterstützen. Böll antwortete in der FAZ-Ausgabe vom 7. September 1983 in Form eines mehrseitigen Offenen Briefes an Kluss mit dem Titel Wir gefährden die Demokratie nicht, wir machen Gebrauch von ihr.
1984 geriet Kluss als Kommandeur der 1983 mit den Ermittlungen beauftragten MAD-Gruppe 3 in die Kießling-Affäre, wo er nach eigenen Angaben „als Schuldiger ausgeguckt“ wurde. Drei Jahre habe er um seine Rehabilitierung kämpfen müssen. Bis zuletzt kämpfte er auch um die Ehre des ihm seinerzeit unterstellten Stabsfeldwebels Peter Idel, den der damalige Abgeordnete Joschka Fischer bezichtigte, „als Oberstleutnant getarnt“ Ermittlungsdetails preisgegeben zu haben.
1991, zu dieser Zeit tätig für das Zentrum für Verifikationsaufgaben der Bundeswehr in Geilenkirchen, leitete Kluss die erste KSE-Vor-Ort-Kontrolle in einer Kaserne in der Sowjetunion. Seine letzte Aufgabe als Oberst i. G. führte ihn nach Tallinn, wo er den estnischen Verteidigungsminister beriet.
1993 ging Kluss nach 37 Dienstjahren in Pension. Nach seinem Ausscheiden aus der Bundeswehr war er drei Jahre lang freier Publizist für Schweizer Magazine und von 1996 bis 1999 Direktor des Ausschusses für Verteidigung und Sicherheit der Parlamentarischen Versammlung der NATO. Darüber hinaus war er in der Deutschen Gesellschaft für Auswärtige Politik und dem Arbeitskreis Militär und Sozialwissenschaften aktiv.
Kluss war Mitglied der SPD und wurde in den späten 1970er Jahren Vorsitzender des SPD-Kreisverbandes im Main-Tauber-Kreis. Er kandidierte für die SPD bei der Europawahl in Deutschland 1979 und bei der Bundestagswahl 1980.
Kluss baute innerhalb der Bundeswehr die größte ÖTV-Gruppe auf. Er hatte mit seiner Ehefrau Gisela zwei Söhne. Zuletzt lebte er in Wachtberg bei Bonn.

## Publikationen (Auswahl)
- Sozialdemokratie und innere Führung. Leitartikel in: Neue Gesellschaft, Nr. 13, 1966, S. 171 ff.
- Überforderung durch Unterforderung oder das Problem des Gammelns in der Bundeswehr. In: Wehrkunde. Zeitschrift für alle Wehrfragen. 1966, S. 349 ff.
- Zeitgemäße Ausbildung in technisierten Streitkräften. In: Wehrwissenschaftliche Rundschau, H. 5, 1967
- Zur Führungsproblematik in Armee und Gesellschaft. In: Wehrkunde, 1968, S. 131 ff.
- Generalist und Spezialist. In: Soldat und Technik, 1970, S. 119.
- Raketenabwehr und Sicherheit. Das amerikanische Reketenabwehrsystem SAFEGUARD. In: Wehrkunde, März 1970, S. 133 ff.
- Glanz und Elend der Spezialisierung. In: Wehrkunde, 1972, S. 518 ff.
- mit Christian Seebode: Zur Praxis der politischen Bildung in der Bundeswehr. In: Europäische Wehrkunde, H. 10, 1977, S. 512 ff.
- Wenn das Einsperren zum Volkssport wird. In: FAZ, 29. August 1983.
- Der transparente Geheimdienst. In: Europäische Wehrkunde, H. 2, 1987, S. 105.
- Die Abrüstung konventioneller Streitkräfte und ihre Kontrolle. Erste praktische Erfahrungen. In: Europa-Archiv, H. 6, März 1999, S. 167 ff.
- Nicht bloß eine Militärallianz. Bemerkungen zu Missverständnissen die NATO und ihre Öffnung betreffend. In: Paul Klein; Rolf P. Zimmermann (Hrsg.): Aspekte der Osterweiterung der NATO. (= Band 26 von Militär und Sozialwissenschaften), Nomos, Baden-Baden 1999, S. 11 ff.
- Das Amselfeld und die neue NATO. In: Reinhard Brühl; Lothar Schröter (Hrsg.): 50 Jahre NATO. Bilanz und Perspektiven. GNN-Verlag, Gesellschaft für Nachrichtenerfassung und Nachrichtenverbreitung, 2000, S. 37 ff.
- Lehrmeister Krieg? Erkenntnisse aus den Militäraktionen zur Befriedung des Balkans für Sicherheitspolitik und Streitkräftestrukturen. In: Paul Klein; Dieter Walz (Hrsg.): Die Bundeswehr an der Schwelle zum 21. Jahrhundert. (= Band 27 von Militär und Sozialwissenschaften). Nomos, Baden-Baden 2000, S. 81 ff.
- Jenseits von Clausewitz? Konfliktprävention und Kriegsführung im 21. Jahrhundert. In: Gerhard Kümmel; Sabine Collmer (Hrsg.): Asymmetrische Konflikte und Terrorismusbekämpfung. Prototypen zukünftiger Kriege. Nomos, Baden-Baden, 2003, S. 107 ff.
- Immanuel Kant und die Reichweite der Kanonen. Die Abkehr von der Illusion eines ewigen Friedens. In: Internationale Politik, H. 11–12, Berlin 155 ff. (rezipiert von Reinhard Hesse in Kant-Studien, 98. Jahrg., Walter de Gruyter, 2007, S. 218 ff. (Digitalisat))